# Narrativa
La narrativa è un genere letterario che comprende tutti i testi narrativi (quindi anche fiabe, biografie, autobiografie e poemi), in particolare racconti, novelle e romanzi. Il termine è utilizzato di norma in opposizione a "saggistica".

## L'atto del narrare
L'atto del narrare è un elemento intrinseco della comunicazione umana. Attraverso la narrazione, gli uomini si trasmettono eventi e conoscenze, si mettono a parte di elementi fattuali realizzatisi in contesti diversi da quelli del presente. Il narrare, nel contesto della vita quotidiana, ha quindi una essenziale funzione pratica. Esistono poi usi meno immediati, che possono avere scopi ludici o didattici. Fin dall'antichità sono esistite forme di narrazione distanti dalla funzione pratica della comunicazione della realtà fattuale, come il mito, la fiaba, la cronaca. Tali forme rinviano comunque ad una realtà, che può essere oggettiva (cioè corrispondere a quella del lettore) o solo presunta o del tutto fantastica (e rinviare dunque ad un mondo possibile).
Il narrare è compresente a tutte le forme di comunicazione letteraria. Tutti i generi letterari presentano al proprio interno testi narrativi e quindi elementi relativi al genere narrativo. Alcuni generi sono, però, più direttamente legati all'atto del narrare, sia in poesia sia in prosa. Si distingue in genere da un punto di vista quantitativo tra narrativa breve e narrativa lunga. Le forme più antiche di narrazione sono in genere brevi, ma si legano spesso in cicli, con al centro un tema, una serie di vicende, uno o più personaggi.
La narrativa delle origini era orale e includeva, oltre a miti e fiabe, anche l'epos (quest'ultima forma narrativa è stata poi raccolta in cicli epici). Fino al Cinquecento, la narrazione era operata soprattutto in versi, mentre nella letteratura moderna prevale la narrazione in prosa. Si distingue la novella (forma narrativa breve in prosa) dal romanzo (forma narrativa in prosa più lunga e articolata).

## Punto di vista narrativo
È persistito un dibattito in corso sulla natura del punto di vista narrativo. Una varietà di diversi approcci teorici ha cercato di definire il punto di vista in termini di persona, prospettiva, voce, coscienza e focus. La prospettiva narrativa è la posizione e il carattere del narratore, in relazione alla narrazione stessa.

### Teoria letteraria
Il semiologo russo Boris Aleksandrovich Uspensky individua cinque piani su cui si esprime il punto di vista in una narrazione: 1) spaziale, 2) temporale, 3) psicologico, 4) fraseologico 5) ideologico. Anche la critica letteraria americana Susan Sniader Lanser sviluppa queste categorie.
Il punto di vista temporale può riferirsi al tempo narrativo, oppure può riferirsi a quanto è dettagliata o riassunta la narrazione. Ad esempio, quando gli eventi vengono narrati dopo che si sono verificati (narrazione a posteriori), il narratore si trova in una posizione privilegiata rispetto ai personaggi della storia e può approfondire il significato più profondo degli eventi e degli avvenimenti, evidenziando i passi falsi e i significati mancati dei personaggi. Il punto di vista temporale si sofferma anche sul ritmo della narrazione. Il ritmo narrativo può essere accelerato o rallentato. Il ritardo narrativo (rallentamento della narrazione) mette in primo piano gli eventi e suggerisce ciò che deve essere notato dal lettore, mentre la sommatoria o l'accelerazione del ritmo narrativo pone eventi e avvenimenti sullo sfondo, diminuendone l'importanza.
Il punto di vista psicologico si concentra sui comportamenti dei personaggi. Lanser conclude che questo è "un aspetto estremamente complesso del punto di vista, poiché comprende l'ampia questione della distanza o dell'affinità del narratore con ogni personaggio ed evento... rappresentato nel testo". I commenti negativi allontanano il lettore dal punto di vista di un personaggio mentre le valutazioni positive creano affinità con la sua prospettiva.
Il punto di vista fraseologico si concentra sulle caratteristiche del linguaggio dei personaggi e del narratore. Ad esempio, i nomi, titoli, epiteti e soprannomi dati a un personaggio possono valutare le azioni o il discorso di un personaggio ed esprimere un punto di vista narrativo.
Il punto di vista ideologico non è solo "l'aspetto più basilare del punto di vista", ma anche "il meno accessibile alla formalizzazione, poiché la sua analisi si basa, in una certa misura, sulla comprensione intuitiva". Questo aspetto del punto di vista si concentra sulle norme, i valori, le credenze e la Weltanschauung (visione del mondo) del narratore o di un personaggio. Il punto di vista ideologico può essere affermato apertamente - ciò che Lanser chiama "ideologia esplicita" - oppure può essere incorporato a livelli "profondamente strutturali" del testo e non facilmente identificato.

### In prima persona
Un punto di vista in prima persona svela la storia attraverso un narratore apertamente autoreferenziale e partecipe. La prima persona crea una stretta relazione tra il narratore e il lettore, riferendosi al personaggio del punto di vista con pronomi in prima persona come io e me (così come noi, ogni volta che il narratore fa parte di un gruppo più ampio). Cioè, il narratore riconosce apertamente la propria esistenza. Spesso il narratore in prima persona è il protagonista, i cui pensieri interiori sono espressi al pubblico, anche se non a nessuno degli altri personaggi. Un narratore in prima persona con una prospettiva limitata non è in grado di testimoniare o comprendere tutte le sfaccettature di qualsiasi situazione. Pertanto, un narratore con questa prospettiva non sarà in grado di riportare completamente le circostanze e lascerà al lettore una registrazione soggettiva dei dettagli della trama. Inoltre, il personaggio di questo narratore potrebbe perseguire un'agenda nascosta o potrebbe essere alle prese con sfide mentali o fisiche che ostacolano ulteriormente la loro capacità di raccontare al lettore l'intera e accurata verità degli eventi. Questa forma include la narrazione temporanea in prima persona come una storia all'interno di una storia, in cui un narratore o un personaggio che osserva il racconto di una storia da parte di un altro viene riprodotto integralmente, temporaneamente e senza interruzioni spostando la narrazione a chi parla. Il narratore in prima persona può anche essere il personaggio centrale. Il personaggio del punto di vista non è necessariamente il personaggio focale: esempi di personaggi del punto di vista di supporto includono Dottor Watson, Scout in To Kill a Mockingbird e Nick Carraway di The Great Gatsby.

### Seconda persona
Il punto di vista in seconda persona è un punto di vista in cui il pubblico diventa un personaggio. Questo viene fatto con l'uso di pronomi di seconda persona come te. Il narratore potrebbe letteralmente rivolgersi al pubblico, ma più spesso il referente in seconda persona di queste storie è in realtà un personaggio all'interno della storia. I romanzi in seconda persona sono relativamente rari; piuttosto, questo punto di vista tende ad essere per lo più confinato a canzoni e poesie. Tuttavia, alcuni esempi degni di nota includono il romanzo Half Asleep in Frog Pyjamas di Tom Robbins, Se una notte d'inverno un viaggiatore di Italo Calvino, il racconto breve di Lorrie Moore e Junot Díaz, il racconto The Egg di Andy Weir e Second Thoughts di Michel Butor. Anche sezioni di The Fifth Season di N.K. Jemisin e dei suoi sequel sono narrate in seconda persona.
Non sei il tipo di persona che si troverebbe in un posto come questo a quest'ora del mattino. Ma eccoti qui, e non puoi dire che il terreno sia del tutto sconosciuto, anche se i dettagli sono confusi.

— Linee di apertura di Jay McInerney Bright Lights, Big City (1984)
I libri di gioco, comprese le serie americana Choose Your Own Adventure e Fighting Fantasy (i due maggiori esempi del genere), sono scritti dalla prospettiva in seconda persona. In effetti, la narrativa in seconda persona è una caratteristica quasi onnipresente del mezzo, indipendentemente dalle grandi differenze nell'età di lettura del target e nella complessità del sistema di gioco di ruolo. Allo stesso modo, la narrativa interattiva basata su testo, come Colossal Cave Adventure e Zork, ha convenzionalmente descrizioni scritte in seconda persona, che dicono al personaggio cosa sta vedendo e facendo. Questa pratica si incontra occasionalmente anche in segmenti testuali di giochi grafici, come quelli di Spiderweb Software, che fa ampio uso del testo narrativo in seconda persona in caselle di testo a comparsa con descrizioni di personaggi e luoghi. Il romanzo di Charles Stross Halting State è stato scritto in seconda persona come allusione a questo stile.

### Terza persona
Nella modalità narrativa in terza persona, la narrazione si riferisce a tutti i personaggi con pronomi in terza persona come lui, lei o loro, e mai pronomi in prima o seconda persona. Ciò chiarisce che la narrazione è fatta senza la necessità di un narratore che sia identificato e personificato come personaggio all'interno della storia. Ai fini del confronto con le storie che hanno un narratore, la narrazione in terza persona è descritta come avente un narratore anonimo.
Le modalità in terza persona sono generalmente classificate lungo due assi. Il primo è l'asse soggettività/oggettività, con la narrazione soggettiva in terza persona che coinvolge i sentimenti e i pensieri personali di uno o più personaggi, e la narrazione oggettiva in terza persona che non descrive i sentimenti o i pensieri di alcun personaggio ma, piuttosto, solo i fatti esatti della storia. Le modalità in terza persona possono anche essere classificate lungo l'asse onnisciente/limitato. Se utilizza una terza persona onnisciente, il narratore trasmette informazioni da più personaggi, luoghi ed eventi della storia, inclusi i pensieri di un dato personaggio, e un narratore limitato in terza persona trasmette la conoscenza e l'esperienza soggettiva di un solo personaggio. La narrazione in terza persona, nelle sue varianti limitate e onniscienti, è diventata la prospettiva narrativa più popolare durante il XX secolo.

#### Onnisciente o limitato
Il punto di vista onnisciente è presentato da un narratore con una prospettiva generale, che vede e conosce tutto ciò che accade nel mondo della storia, compreso ciò che ognuno dei personaggi sta pensando e provando. Questo punto di vista narrativo è stato il più comunemente usato nella scrittura narrativa; si vede in innumerevoli romanzi classici, tra cui opere di Charles Dickens, Leo Tolstoy e George Eliot. A volte richiede anche un approccio soggettivo. Un vantaggio dell'onniscienza narrativa è che accresce il senso di affidabilità oggettiva (ovvero, apparente veridicità) della trama, che può essere importante con narrazioni più complesse. Il narratore onnisciente in terza persona è il meno capace di essere inaffidabile, sebbene il personaggio del narratore onnisciente possa avere una propria personalità, offrendo giudizi e opinioni sul comportamento dei personaggi della storia.
Molte storie, soprattutto in letteratura, si alternano da un personaggio all'altro ai confini dei capitoli, come nella serie Le cronache del ghiaccio e del fuoco di George R.R. Martin. The Home and the World, scritto nel 1916 da Rabindranath Tagore, è un altro esempio di un libro che alterna solo tre personaggi ai confini del capitolo. Nella serie The Heroes of Olympus, il punto di vista si alterna tra i personaggi a intervalli.
Il punto di vista limitato in terza persona viene utilizzato da un narratore anonimo che segue la prospettiva di un personaggio. Questo è il punto di vista narrativo più comune nella letteratura dall'inizio del XX secolo. Gli esempi includono i libri di Harry Potter e Disgrace di J.M. Coetzee.

#### Soggettivo o oggettivo
Il punto di vista soggettivo è quando il narratore trasmette i pensieri, i sentimenti e le opinioni di uno o più personaggi. Se questo è solo un personaggio, può essere definito limitato in terza persona, in cui il lettore è limitato ai pensieri di un personaggio particolare (spesso il protagonista) come nella modalità in prima persona, tranne che fornendo ancora descrizioni personali usando i pronomi di terza persona. Questo è quasi sempre il personaggio principale (ad esempio, Gabriel in ne I morti di James Joyce, il giovane Goodman Brown di Nathaniel Hawthorne o Santiago ne Il vecchio e il mare di Ernest Hemingway). Alcune modalità onniscienti in terza persona sono anche classificabili come utilizzo della terza persona, modalità soggettiva quando passano tra i pensieri e i sentimenti di tutti i personaggi.
In contrasto con le prospettive ampie e radicali viste in molti romanzi del XIX secolo, la soggettiva in terza persona è talvolta chiamata prospettiva "sopra le spalle"; il narratore descrive solo gli eventi percepiti e le informazioni conosciute da un personaggio. Nella sua portata più ristretta e soggettiva, la storia si legge come se il personaggio del punto di vista la narrasse; drammaticamente questo è molto simile alla prima persona, in quanto consente una rivelazione approfondita della personalità del protagonista, ma utilizza la grammatica in terza persona. Alcuni scrittori sposteranno la prospettiva da un personaggio all'altro, come ne La ruota del tempo di Robert Jordan o nelle Cronache del ghiaccio e del fuoco di George R. R. Martin.
Il discorso indiretto libero è la presentazione dei pensieri di un personaggio nella voce del narratore in terza persona.
Il punto di vista oggettivo impiega un narratore che racconta una storia senza descrivere i pensieri, le opinioni o i sentimenti di alcun personaggio; invece, fornisce un punto di vista oggettivo e imparziale. Spesso il narratore si auto-disumanizza per rendere la narrazione più neutra. Questo tipo di modalità narrativa è spesso visto al di fuori della narrativa in articoli di giornale, documenti biografici e riviste scientifiche. Questa modalità narrativa può essere descritta come un approccio "fly-on-the-wall" o "camera lens" che può solo registrare le azioni osservabili ma non interpretare queste azioni o trasmettere quali pensieri stanno attraversando le menti dei personaggi. Le opere di narrativa che utilizzano questo stile enfatizzano i personaggi che recitano i loro sentimenti in modo osservabile. I pensieri interni, se espressi, sono dati attraverso una digressione o un soliloquio. Sebbene questo approccio non consenta all'autore di rivelare i pensieri e i sentimenti inespressi dei personaggi, consente all'autore di rivelare informazioni di cui nessuno o tutti i personaggi potrebbero essere a conoscenza. "Hills Like White Elephants" di Ernest Hemingway.
Questa modalità narrativa è anche chiamata dramma in terza persona perché il narratore, come il pubblico di un dramma, è neutrale e inefficace nei confronti della progressione della trama, semplicemente uno spettatore non coinvolto.

### Persona alternata
Mentre la tendenza per i romanzi (o altre opere narrative) è quella di adottare un unico punto di vista per tutto il romanzo, alcuni autori hanno utilizzato altri punti di vista che, ad esempio, alternano diversi narratori in prima persona o si alternano tra un narratore in prima persona e una modalità narrativa in terza persona. I dieci libri della serie di avventure di Pendragon, di DJ MacHale, alternano una prospettiva in prima persona del personaggio principale lungo il suo viaggio e una prospettiva in terza persona disincarnata incentrata sui suoi amici a casa. Alias Grace di Margaret Atwood fornisce il punto di vista di un personaggio dalla prima persona così come quello di un altro personaggio dalla terza persona limitata. Spesso un narratore che utilizza la prima persona cercherà di essere più obiettivo impiegando anche la terza persona per scene d'azione importanti, soprattutto quelle in cui non è direttamente coinvolto o in scene in cui non è presente per aver visto gli eventi in prima persona. Questa modalità si trova in The Poisonwood Bible di Barbara Kingsolver. In As I Lay Dying di William Faulkner è inclusa anche la prospettiva di una persona deceduta.
The Time Traveller's Wife di Audrey Niffenegger si alterna tra una studentessa d'arte di nome Clare e un bibliotecario di nome Henry. Il romanzo di John Green e David Levithan Will Grayson, Will Grayson ruota tra due ragazzi entrambi di nome Will Grayson. Alterna entrambi i ragazzi che raccontano la loro parte della storia, come si incontrano e come le loro vite si uniscono. La serie Animorphs di K.A. Applegate contiene quattro libri in edizione speciale, i libri Megamorphs, in cui la narrazione si alterna tra i sei personaggi principali, Jake, Rachel, Tobias, Cassie, Marco e Axe.
My Name Is Red e Silent House di Orhan Pamuk hanno narratori alternati in prima persona. A volte anche animali, piante e oggetti raccontano.

## Tempo narrativo
Nel passato narrativo, gli eventi della trama si verificano prima del presente del narratore. Questo è di gran lunga il tempo più comune in cui vengono espresse le storie. Questo potrebbe essere nel lontano passato del narratore o nel suo passato immediato, che per scopi pratici è lo stesso del suo presente. Il passato può essere utilizzato indipendentemente dal fatto che l'ambientazione sia nel passato, nel presente o nel futuro del lettore.
Nelle narrazioni che usano il tempo presente, gli eventi della trama sono raffigurati come avvenuti nel momento attuale del narratore. Un esempio di romanzi narrati al presente sono quelli della trilogia Hunger Games di Suzanne Collins. Il tempo presente può anche essere usato per narrare eventi nel passato del lettore. Questo è noto come "presente storico". Questo tempo è più comune nelle narrazioni conversazionali spontanee che nella letteratura scritta, sebbene a volte sia usato in letteratura per dare un senso di immediatezza delle azioni. Anche l'azione della sceneggiatura è scritta al presente.
Il tempo futuro è il più raro, ritraendo gli eventi della trama come avvenuti qualche tempo dopo il presente del narratore. Spesso, questi eventi imminenti sono descritti in modo tale che il narratore abbia una preconoscenza (o presunta preconoscenza) del loro futuro, quindi molte storie future hanno un tono profetico. Un esempio è Story of Your Life di Ted Chiang.

## Tecnica narrativa

### Flusso di coscienza
Il flusso di coscienza offre la prospettiva del narratore (tipicamente in prima persona) tentando di replicare i processi di pensiero - al contrario delle semplici azioni e parole pronunciate - del personaggio narrativo. Spesso, monologhi interiori e desideri o motivazioni interiori, così come frammenti di pensieri incompleti, vengono espressi al pubblico ma non necessariamente ad altri personaggi. Gli esempi includono i molteplici sentimenti dei narratori in The Sound and the Fury e As I Lay Dying di William Faulkner, e i pensieri spesso frammentati del personaggio Offred in The Handmaid's Tale di Margaret Atwood. Lo scrittore irlandese James Joyce esemplifica questo stile nel suo romanzo Ulisse.

### Narratore inaffidabile
La narrazione inaffidabile implica l'uso di un narratore inaffidabile. Questa modalità può essere impiegata per dare al pubblico un deliberato senso di incredulità nella storia o un livello di sospetto o mistero su quali informazioni debbano essere vere e quali false. I narratori inaffidabili sono solitamente narratori in prima persona; tuttavia, un narratore in terza persona potrebbe essere inaffidabile. Un esempio è The Catcher in the Rye di J.D. Salinger, in cui il narratore del romanzo Holden Caulfield è prevenuto, emotivo e giovanile, divulgando o nascondendo certe informazioni deliberatamente ea volte probabilmente del tutto inaffidabili.